# Landkreis Wittmund
Landkreis Wittmund är ett distrikt (Landkreis) i det historiska landskapet Ostfriesland i delstaten Niedersachsen, Tyskland. Distriktet ligger vid Nordsjön och gränsar i övrigt till distrikten Aurich, Friesland och Leer. Distriktets huvudort är staden Wittmund.

## Geografi
Liksom övriga Ostfriesland ligger distriktet på det nordtyska låglandet. Till distriktet hör även de två ostfriesiska öarna  Langeoog och Spiekeroog. En stor del av distriktet utgörs av det historiska området Harlingerland. Huvuddelen av distriktet utgörs av jordbruksmark.

## Historia
Distriktet ligger inom det historiska området Harlingerland. Landkreis Wittmund bildades 1885 genom en sammanslagning av städerna Wittmund och Esens. 

## Näringsliv
Distriktets näringsliv präglas av jordbruk och turism. Genom Wittmunddistriktet går inga motorvägar, men det finns tre järnvägsstationer (Wittmund, Esens och Burhafe). Från Bensersiel går färjorna till Langeoog och från Neuharlingersiel till Spiekeroog. Genom distriktet går även Ems-Jade-kanalen. 

## Städer och kommuner i Landkreis Wittmund
I förvaltningsrättslig mening finns i modern tid ingen skillnad mellan begreppet Stadt (stad) gentemot Gemeinde (kommun). 

### Einheitsgemeinden

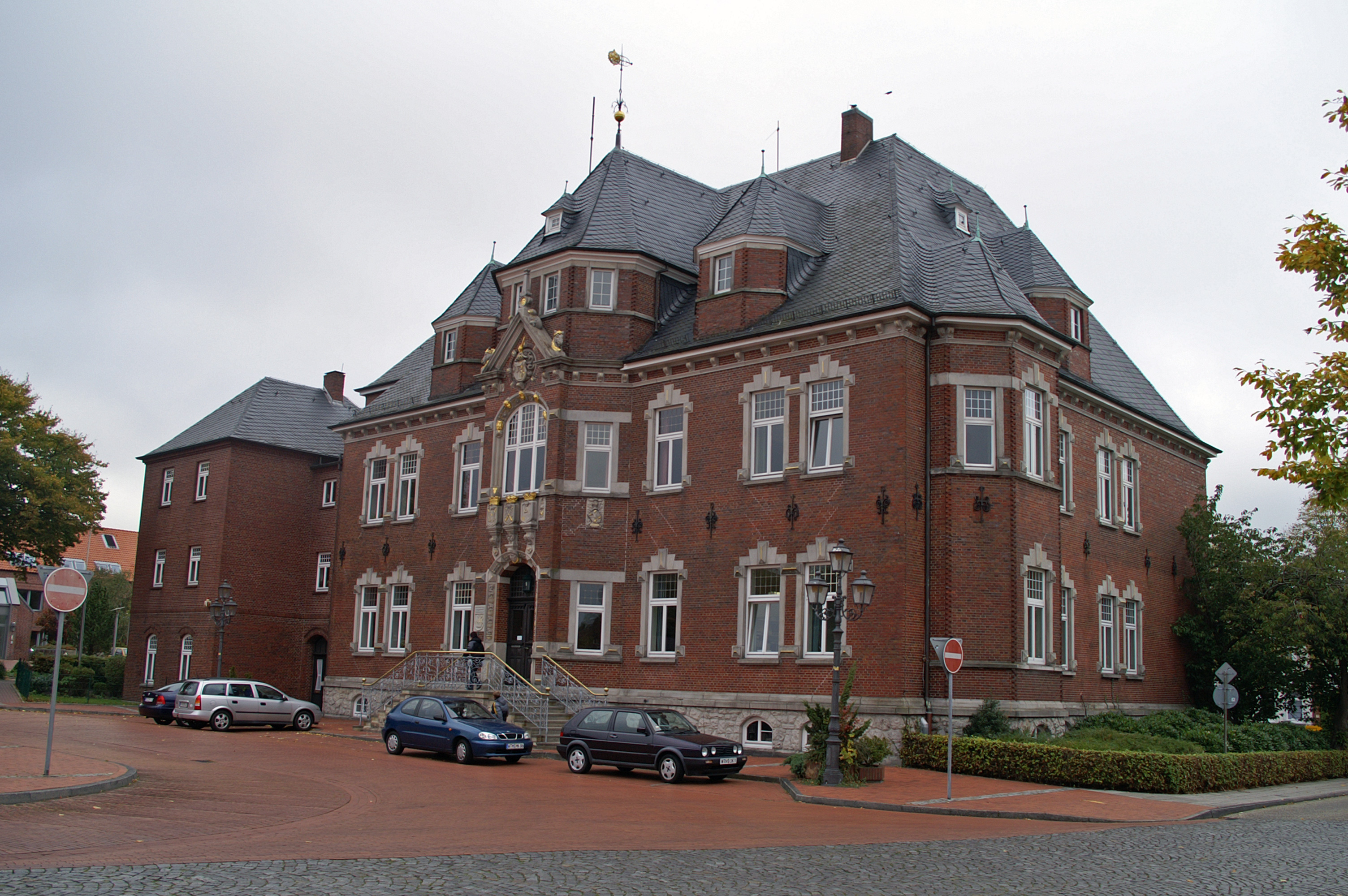
Landkreis Wittmunds distriktshus

| - Friedeburg | - Langeoog | - Spiekeroog | - Wittmund (stad) |

### Samtgemeinden

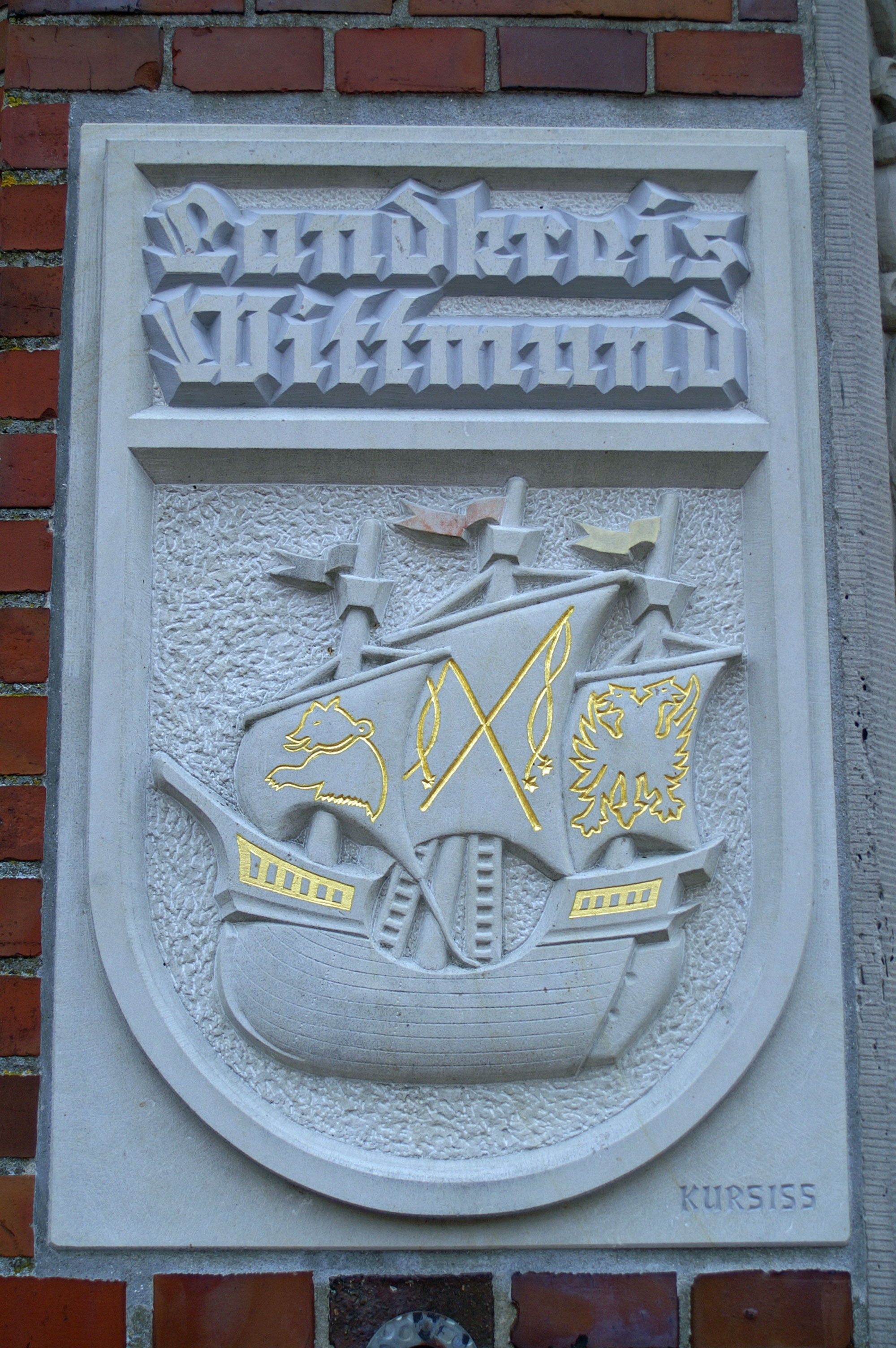
Wittmunddistriktets vapen på distriktshuset

| - Samtgemeinde Esens | - Samtgemeinde Holtriem |  |  |